# ブチェンタウロ

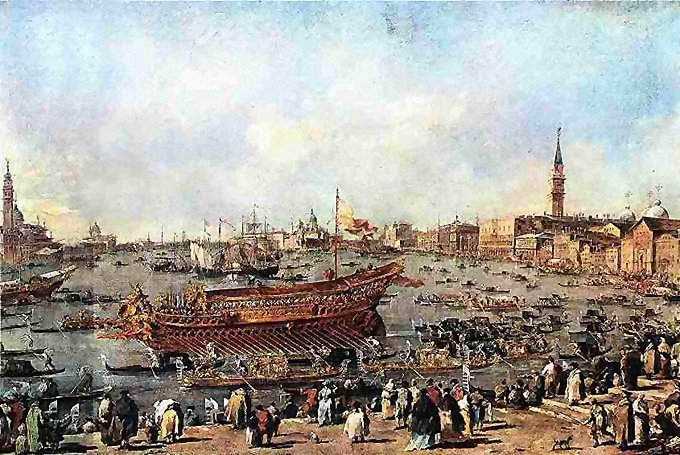
フランチェスコ・グアルディ作「リード島へ出発するブチェンタウロ」(1763)、ルーブル美術館 蔵

ブチェンタウロ（ヴェネト語:bucintoro）は、ヴェネツィア共和国の総督（ドージェ）が乗るガレー船。日本ではイタリア語由来でブチントーロとも呼ばれる。ヴェネツィア共和国では1798年にナポレオン・ボナパルトに滅ぼされるまで、毎年復活祭に行われる海との結婚という行事で総督がアドリア海に出港するというパフォーマンスに使用された。これまでに主要なものでは4隻のブチェンタウロが建造されたとみられており、その中でもっとの華麗であったのが1729年に処女航海を行った4隻目のブチェンタウロである。その豪華さはまるで海に浮かぶ宮殿のようであり長さは35m、高さは8m以上の大きさ、この船を動かすのには168人の漕ぎ手のほか40人以上の乗組員が必要であったとされている。総督の椅子は船内後方に位置しており、船首には正義を表す剣と天秤が飾られていた。しかしこの船は1798年にナポレオンがヴェネツィアを征服した時に勝利の象徴として破壊された。
2004年11月にブチェンタウロ財団が設立され、2007年の一定期間、ヴェネツィアのサンマルコ広場に再建されるべき戦隊一部分が展示された。2008年2月ブチェンタウロ財団が2000万ユーロ（1ユーロ=160円とすると約32億円）を費やし1729年のブチェンタウロを再建すると発表し、同年3月15日よりアルセナーレ造船所と海軍のドックで造船が開始された。プロジェクト開始から12年後の2016年9月に、資金不足により工事が中止された。

## 名前の由来
このブチェンタウロ（ブチントーロ）という名前の由来についてははっきりしてはいないが、当時ヴェネツィアの潟を通行するのに使用した船を表す「burcio」と、金で覆われたという意味の「oro」が合わさって出来た言葉という見方が強い。一方でこの言葉が中世にラテン語に翻訳された際にオスのケンタウロスを表すboukentaurosという言葉に非常によく似たbucentaurusという言葉に訳されたため、このboukentaurosという言葉に由来するのではないかという意見もあった。しかし実際にケンタウロスの登場するギリシャ神話では「boukentauros」という単語は登場せず、また船首像でケンタウロスが取り付けられていたという説もあったものの実際に船首にあったのはヴェネツィアの守護聖人であるマルコを表すライオンであったため、「オスのケンタウロス」説は不正確であるという見方が大半である。
またこのブチェンタウロという言葉は総督が乗る船に対してのみつけられていたのではなく、巨大で豪華であればどんな船であってもこの言葉が使われていたと考えられている。

## 著名なブチェンタウロ

### 1311年のブチェンタウロ
1311年までは、総督は式典でも海軍の小型の船を使用して出港をしていたが、1311年8月11日に「総督卿のためのブチェンタウロを建造し、アルセナーレ造船所で保有するべきである」という旨の文章が総督のために船を建造するという誓約声明に加えられたことにより、初めて法令に基づいて公的資金でブチェンタウロを建設することとなった。このブチェンタウロには2つのデッキがあり、紫色のビロードの天蓋がついたデッキが総督のもの、ピンク色の天蓋がついたデッキがヴェネツィア貴族のものであった。
このブチャンタウロは海との結婚の儀式のみならず、聖母マリアを祝う式典や総督が妻を迎える際にその妻を宮殿まで送り届けるのに使用されるなどさまざまな目的に使用されていたが、総督が個人的な目的のためにブチェンタウロを使用するのを禁止する法律も存在していた。

### 1526年のブチェンタウロ
ヴェネツィアの歴史家Marino Sanutoは1526年5月10日にヴェネツィア総督が新しいブチェンタウロで海との結婚の儀式に参加したと記録している。このブチェンタウロはアンドレア・グリッティの時代に使われたものでその外装や豪華な装飾品は成功した造船のモデルともされており、2つのデッキに42本のオールを持ち船首には正義の象徴であるライオンが飾られていた（現在この船首像はヴェネツィアの海軍史博物館に保存されている）。
またこのブチェンタウロはヴェネツィア共和国の歴史上にもたびたび登場し、1547年にヴェネツィアを訪れたフランス国王アンリ2世を彼が滞在する予定であったフォスカリ宮殿まで大運河をとおって送り届けたり1597年に総督になったMorosina Morosini-Grimaniがドゥカーレ宮殿に入る時に使われたりもしており、これらの祭事はこれまで多くの画家たちによって描かれている。

### 1606年のブチェンタウロ
17世紀に入りヴェネツィアの海上における覇権が低下したにもかかわらず、1601年に総督Marino Grimaniが当時まだ現役であったブチェンタウロの老朽化を理由に半ば強制的に上院にブチェンタウロの新造を可決させ、70,000ドゥカートもの予算を投入させた。この船のデザイナーは不明であるが、総督はアルセナーレ造船所の船大工の中から最もふさわしいと考えられる大工を選んだとも言われている。建設はMarco Antonio Memmoが監督し、1606年5月10日に新総督Leonardo Donatoの就任式にリド島へ航海で初めて使用された。
このブチェンタウロは1526年のブチェンタウロをモデルに作られルネサンス後期の影響を多大に受けたデザインになっており、ブチェンタウロの側面に描かれたタツノオトシゴに乗ったセイレーンなどのデザインにあらわれている。当初はこの船に施されているマルス像や後部側面にあるライオン像、船首像などの木製の彫刻のほとんどがヴェネツィアの著名な彫刻家であるAlessandro Vittoriaによって作成されたものだと考えられていたが、後の研究で「最高に美しい彫刻家」と称えられるバッサーノのヴァニーニ兄弟によって作られたものだと判明した。

### 1727年のブチェンタウロ
1727年はブチェンタウロの歴史の中で最も著名なものであり、1719年に上院で建設が決められ1722年からアルセナーレ造船所で建設が始まった。船は大工長であるMichele Stefano Contiによってなされ、木製の彫刻はすでにオーストリアやボヘミアなどで実績を残していた彫刻家アントニオ・コッラディーニによって行われた。純金でなされた金メッキはZuanne D'Adamoが担当し、マルス像や後部側面にあるライオン像を含む装飾品や彫刻の一部は1606年のブチェンタウロから再利用されている。この船は1727年Sebastiano Mocenigoの時代に処女航海を行い、その輝きは多くのソネットや出版物に記録されている。
しかし1798年にヴェネツィアを征服したナポレオンが征服の象徴としてこの船の破壊を命じ、3日間かけて燃やされたほか船に施されていた金の装飾品の多くがフランスに持ち出された。その中でもヴェネツィアに残された装飾品は現在コッレール美術館（it）に展示されており、船のレプリカがアルセナーレ（it）にある。また船体はナポレオンによる破壊でもなんとか残り、ヒドラと改名されて改造されリド港に配備される軍艦となったがその後再び改造されたのちアルセナーレに戻され囚人船として完全に壊れる1824年まで使用された。

## 海との結婚
海との結婚とはヴェネツィアにおいて海上の覇権を象徴する非常に重要なイベントであり、1000年ころにPietro II Orseolo総督がダルマチアを征服したころに確立されたといわれる。当初海との結婚では厳粛なゴンドラの行列が、1311年からは総督の乗るブチェンタウロを先頭にリド近海へと出港した。そこでは「海を渡る誰ものために、海が穏やかでありますように」という祈りが捧げられ、総督たちに聖水がふりかけられたあと聖歌隊がAsperges me hyssopo, et mundaborという歌を歌う中、残りの聖水が海へと撒かれた。この儀式にキリスト教的な意味合いが加えられたのは1117年にヴェネツィアが神聖ローマ帝国のフリードリヒ1世と争ったことへの感謝のしるしとして、教皇アレクサンデル3世が自分のしていた指輪をヴェネツィア総督に与え、毎年指輪を海に投げ込むよう言ったのが始まりである。これ以降この儀式は戦いへの慰めのような意味合いから結婚という形へと変わっていった。それ以来毎年ヴェネツィア総督は献納された指輪を「Desponsamus te, mare（われわれは汝、海と結婚する）」というラテン語のフレーズとともに海へ投げ込み、海とヴェネツィアが一心同体の関係にあることを宣言している。

## 近年の再建

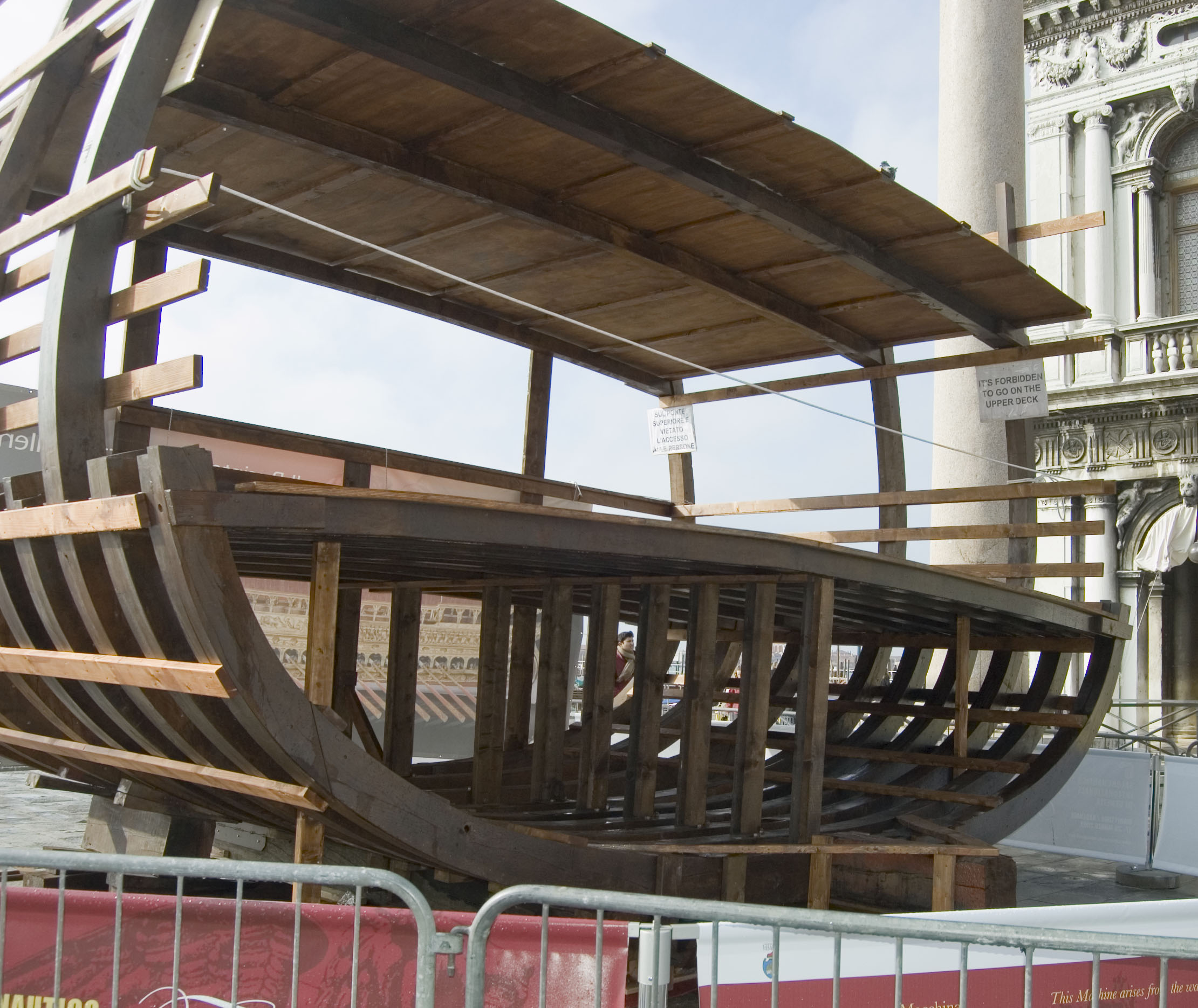
2007年に公開された再建のための船体の一部

2004年11月にブチェンタウロ財団が設立され、2007年の一定期間、ヴェネツィアのサンマルコ広場に再建されるべき戦隊一部分が展示された。
2008年2月、1798年に破壊されたブチェンタウロを再建するとの計画が発表された。200人以上の造船職人、彫刻師、宝飾職人が集められ、同年3月15日から再建が開始された。これには2000万ユーロの予算が費やされ、2年の歳月がかかるとみられているが、ブチャンタウロ財団の理事長であるColonel Giorgio Paternoは「われわれはできる限り早くこれを完成させようとしているが、急いでいるわけではない」っと語っている。これはカラマツやモミといった当時使われていた素材を使って当時の技術のまま作成していることや、金の装飾品なども再び作り直していることが長期間に渡る建造の原因である。この財団はヴェネト州やロンバルディア州の商人に支えられているほか、フランスのサルコジ大統領もナポレオンによる「破壊」の補償として支援に前向きな動きを見せている。
財団はこのブチェンタウロを「世界で最も訪れる人が多い海上博物館」にしたいと考えているといわれるが、他にも「ヴェネツィアに過去の栄光と古き精神を取り戻す」という目標があるとされる。Paternoによると「現在全世界から観光客が押し寄せるヴェネツィアはそのアイデンティティの喪失という危機に陥っている。これを未来につなげるためには、過去の栄光をヴェネツィアの人々の心に取り戻す必要がある」としている。
プロジェクト開始から12年後の2016年9月に、資金不足により工事が中止された。 